# Josef Friml
Josef Friml (16. listopadu 1861, Nový Hrádek – 28. září 1946, Třebechovice pod Orebem-Bědovice) byl český sekerník, povozník a autor mechanismu Třebechovického betlému.
Údajně byl jedním z posledních mistrů sekernického řemesla. Živil se převážně stavbou mechanismů mlýnů na vodní pohon. Autorovi Třebechovického betlému Josefu Proboštovi navrhl, že využije svých zkušeností, a uvede pomocí dřevěného mechanismu betlém s figurkami do pohybu.

## Život
Narodil se 19. listopadu 1861 v Novém Hrádku, jako syn zedníka Josefa Frimla a matky Anny, rozené Fialové.
Byl dvakrát ženat. Poprvé 18.4.1887 s Marií Umlaufovou. V letech 1888 a 1892 se jim narodili synové Karel a Josef.Jako vdovec se 30.5.1918 oženil v Hradci Králové s Františkou Kubíkovou. Zemřel v Bědovicích (dnes část Třebechovic pod Orebem)